# Zdeněk Schneiderwind
Zdeněk Schneiderwind (ur. 13 stycznia 1962) – czeski żużlowiec, występujący również na długim torze i na trawie.

## Życiorys
Dwukrotny brązowy medalista indywidualnych mistrzostw Czechosłowacji (1987, 1988). Wielokrotny finalista indywidualnych mistrzostw Czech (najlepszy wynik: 1996 – IV miejsce). Dwukrotny medalista mistrzostw Czechosłowacji par klubowych: złoty (1989) oraz brązowy (1991). Sześciokrotny medalista mistrzostw Czech par klubowych: pięciokrotnie złoty (1994, 1995, 1996, 1997, 1999) oraz srebrny (2006). Złoty medalista indywidualnych mistrzostw Czechosłowacji na długim torze (1992). Pięciokrotny złoty medalista indywidualnych mistrzostw Czech na długim torze (2003, 2005, 2006, 2007, 2008). Złoty medalista indywidualnych mistrzostw Czechosłowacji na torze trawiastym (1989). Srebrny medalista otwartych indywidualnych mistrzostw Republiki Południowej Afryki (1994). Srebrny medalista indywidualnych mistrzostw Norwegii na długim torze (2003). 
Wielokrotny uczestnik eliminacji indywidualnych mistrzostw świata (najlepszy wynik: Równe 1984 – XIV miejsce w finale kontynentalnym). Finalista drużynowych mistrzostw świata (1987 – IV miejsce). Wielokrotny finalista indywidualnych mistrzostw świata na długim torze (najlepsze wyniki: 2003 – V miejsce, 1997 – VI miejsce, 1999 – VI miejsce, 2000 – VI miejsce. Czterokrotny finalista drużynowych mistrzostw świata na długim torze (2007 – IV miejsce, 2008 – V miejsce, 2009 – V miejsce, 2010 – VI miejsce). Sześciokrotny medalista indywidualnych mistrzostw Europy na torze trawiastym: dwukrotnie złoty (1998, 2000), trzykrotnie srebrny (1999, 2001, 2002) oraz brązowy (1996). Dwukrotny finalista klubowego Pucharu Europy – w barwach klubu Olymp Praga (Bydgoszcz 1998 – II miejsce, Diedenbergen 1999 – IV miejsce). 
Poza ligą czeską i niemiecką startował również w lidze polskiej, w barwach klubów Unia Tarnów (1990–1991), GKM Grudziądz (1992), Stal Rzeszów (1994), Wanda Kraków (1997) oraz TŻ Opole (1999).

## Przynależność klubowa
Polska
- Unia Tarnów (1990–1991)
- GKM Grudziądz (1992)
- Stal Rzeszów (1994)
- Wanda Kraków (1997)
- TŻ Opole (1999)